# Sabor de Paz
Sabor de Paz é  sétimo álbum de estúdio do grupo musical paulista de samba Cravo e Canela. Lançado em 1993 pela Continental East West, o trabalho foi premiado com disco de ouro pela ABPD pelas mais de 100 mil cópias vendidas. e com Troféu Imprensa de 1995.

## Faixas
| N.º | Título             | Compositor(es)                 | Duração |  |
| 1.  | "Lá Vem o Negão"   | Zelão                          | 4:16    |  |
| 2.  | "Sem Juízo"        | Nenê da Timba/Júnior/Chiquinho | 3:23    |  |
| 3.  | "Vestida de Louca" | Nenê da Timba/Júnior           | 3:14    |  |
| 4.  | "Meu Caso"         | Nenê da Timba/Júnior           | 2:52    |  |
| 5.  | "Carência Afetiva" | Nenê da Timba/Júnior           | 3:06    |  |
| 6.  | "Sabor de Paz"     | Nenê da Timba/Júnior/Chiquinho | 4:04    |  |
| 7.  | "A Chance"         | Nenê da Timba/Júnior           | 3:15    |  |
| 8.  | "Questão de Amar"  | Nenê da Timba/Júnior           | 3:35    |  |
| 9.  | "Recado"           | Nenê da Timba/Júnior           | 3:22    |  |
| 10. | "Brigas de Casais" | Nenê da Timba/Júnior           | 3:14    |  |

| Faixas Bônus |                     |                |         |  |
| N.º          | Título              | Compositor(es) | Duração |  |
| 11.          | "Gato Com Pato"     |                |         |  |
| 12.          | "Tereza Raquel"     |                |         |  |
| 13.          | "Nega de Canecalon" |                |         |  |

## Paradas musicais

### Vendas e certificações
| País   | Associação | Certificação | Vendas   |
| ------ | ---------- | ------------ | -------- |
| Brasil | ABPD       | Ouro         | 100,000+ |